# Giulio Paradisi
Pour les articles homonymes, voir Paradisi et Paradise.
Giulio Paradisi (né en 1934 à Rome, Italie) est un acteur, scénariste et réalisateur italien. Il est aussi connu sous le pseudonyme de Michael J. Paradise.

## Filmographie partielle

### Comme réalisateur
- 1970 : Terzo canale (Avventura a Montecarlo)
- 1976 : Ragazzo di borgata (it)
- 1979 : Tesoro mio
- 1979 : Le Visiteur maléfique (Stridulum)
- 1982 : Spaghetti House (it)

### Comme acteur
- 1954 : Dommage que tu sois une canaille - un homme au bar
- 1955 : Les Égarés (Gli sbandati)
- 1955 : I quattro del getto tonante - Sgt. Maj. Chiarelli
- 1956 : La Femme du jour
- 1958 : Amore e chiacchiere (Salviamo il panorama)
- 1958 : L'Étrangère à Rome
- 1960 : Madri pericolose - Enrico
- 1960 : Un eroe del nostro tempo
- 1960 : La dolce vita - un photographe journaliste
- 1960 : Vacances à Palma de Majorca - Miguel
- 1963 : Huit et demi (8½) - un ami
- 1982 : À la poursuite de l'étoile (Cammina, cammina) - Astioge